# Mattapoisett Center, Massachusetts
Mattapoisett Center, Massachusetts (енгл. Mattapoisett Center) насељено је место без административног статуса у америчкој савезној држави Масачусетс.

## Демографија
По попису из 2010. године број становника је 2.915, што је 51 (-1,7%) становника мање него 2000. године.
| Група             | 2000.         | 2010.         |
| Белци             | 2.830 (95,4%) | 2.795 (95,9%) |
| Афроамериканци    | 29 (1,0%)     | 16 (0,5%)     |
| Азијати           | 27 (0,9%)     | 15 (0,5%)     |
| Хиспаноамериканци | 23 (0,8%)     | 21 (0,7%)     |
| Укупно            | 2.966         | 2.915         |